# اتوپابئات
اتوپابئات (به انگلیسی: Ethopabate) یک ترکیب شیمیایی با شناسه پاب‌کم ۶۰۳۴ است. که جرم مولی آن ۲۳۷٫۲۵ g/mol می‌باشد. 